# نقل سلبي
الانتشار السلبي أو النقل السلبي أو النقل اللافاعل أو النقل اللانشط هو حركة المواد الكيميائية الحيوية (البيوكيميائية) وغيرها من الذرات والجزئيات عبر غشاء الخلية، وبخلاف النقل النشط فإن النقل السلبي لا يتطلب مساهمة طاقة كيميائية، بل يتمّ مدفوعًا بزيادة إنتروبية النظام. يتوقف معدل النقل السلبي على نفاذية غشاء الخلية والتي بدورها تعتمد على انتظام وخصائص الدهون (ليبيدات) والبروتينات الخاصة بغشاء الخلية. الأربعة أنواع الرئيسية للنقل السلبي هي الانتشار، والانتشار المسهل، والترشيح، والأسموزية.

## الانتشار (بسيط)

الانتشار السلبي عبر غشاء الخلية.

الانتشار هو محصلة حركة المواد من المناطق ذات التركيز الأعلى إلى الأخرى ذات التركيز الأقل. يشار إلى الاختلاف في التركيز بين منطقتين بمصطلح مدروج التركيز، يستمر الانتشار حتى يختفي مدروج التركيز، بمعنى أن يصبح التركيز في المنطقتين متساويًا. يوصف الانتشار بأنه يحرك الذوائب (المواد المذابة) «مع مدروج التركيز» لأنه يحركها من المناطق ذات التركيز الأعلى إلى الأخرى ذات التركيز المنخفض (بخلاف النقل النشط الذي أحيانًا ما يتضمن نقل المواد من مناطق ذات تركيز أقل لمناطق ذات تركيز أعلى، وتوصف الحركة حينها بأنها «عكس مدروج التركيز»).

يعتمد معدل الانتشار على نفاذية غشاء الخلية، ويختلف من مادة لأخرى بسبب انتقائية نفاذية غشاء الخلية (السماح بعبور بعض المواد فقط). تذكر أن: غشاء الخلية هو طبقة ثنائية '''شحمية فسفورية''' (فسفوليبيدية)، وعلى الرغم من أن السطحين الخارجي والداخلي (رأس فوسفاتي) للغشاء يتكونان من جزيئات محبة للماء إلا أن المنطقة بينهما هي منطقة كارهة للماء (ذيل من الأحماض الدهنية). لذلك لا يسمح الغشاء الخلوي بالعبور الحر عبر الانتشار إلا للجزيئات الصغيرة وغير القطبية مثل الغازات (كمثال: الأكسجين وثاني أكسيد الكربون).

يمكن للجزيئات الصغيرة برغم قطبيتها (مثل الماء والإيثانول) العبور بحرية عبر الغشاء الخلوي ولكن ببطء، كذلك يمكن لبعض الجزيئات الكبيرة غير القطبية (مثل البنزين) العبور برغم كبر حجمها ببطء أيضًا. الجزيئات الكبيرة والقطبية (مثل الجلوكوز) أو المشحونة (مثل أيونات الصوديوم أو الأحماض الأمينية) لا يمكنها العبور عبر الغشاء بخاصية الانتشار، لكن يتم نقلها بما يسمَّى بالانتشار المُيَسَّر.

## انتشار (ميسر)

الانتشار المسهل عبر غشاء الخلية.

## تقطير

## تناضح

تأثير الأسموزية على خلايا دم في محاليل مختلفة.